# Batalla de Frauenfeld
La batalla de Frauenfeld fue un encuentro militar durante la Guerra de la Segunda Coalición (1799-1802). Tuvo lugar el 25 de mayo de 1799 entre tropas austriacas y francesas. La batalla terminó por la noche con la retirada de los austriacos, sin embargo, al día siguiente los franceses también se retiraron.

## Antecedentes

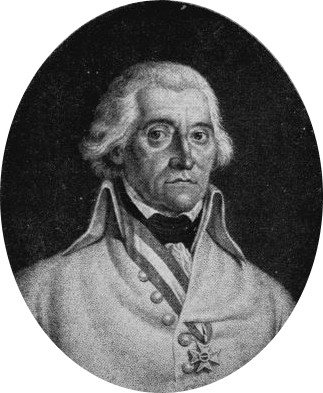
General Friedrich von Hotze

La Antigua Confederación Suiza fue ocupada por Francia en 1798 y la República Helvética se estableció en su territorio. Así, al comienzo de la Guerra de la Segunda Coalición, las tropas francesas al mando del general André Masséna (1758-1817) operaban en suelo suizo. Después de las derrotas en la batalla de Feldkirch y en la Batalla de Stockach, los franceses tuvieron que retroceder y abandonar el este de Suiza. Dos ejércitos austríacos al mando del general Friedrich von Hotze (1739-1799) y el archiduque Carlos (1771-1847) los persiguieron. Ellos Intentaron unir estos dos ejércitos lo antes posible. El 22 de mayo de 1799, la vanguardia del ejército del archiduque llegó a Frauenfeld, donde se detuvo para encontrarse con la vanguardia del ejército del general Hotze, lo que ocurrió el 24 de mayo.
Después de que las tropas de avanzada de los austriacos ya se habían unido, el general Massena, que estaba estacionado en Winterthur, decidió hacer un intento para evitar que las fuerzas principales del enemigo se unieran. Por lo que envió cuatro batallones franceses y dos helvéticos, una compañía de Sharpshooters (Tiradores) helvéticos, cinco escuadrones de húsares y ocho cañones al mando del general Charles Nicolas Oudinot (1767-1847) y el general Augustin Keller (1754-1799) para enfrentarse al enemigo en Frauenfeld. El general Nicolas Soult (1769-1851) siguió en reserva con tres batallones franceses y tres helvéticos.

## Batalla

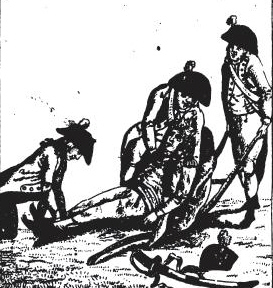
Muerte del general Weber

En la mañana del 25 de mayo de 1799, alrededor de las 5 en punto, el general Oudinot se encontró con la débil guarnición austriaca en Frauenfeld. Estas tropas se retiraron lentamente sobre el Thur. Alrededor de las 9 en punto, sin embargo, llegaron más tropas del ejército de Hotze (seis batallones y seis escuadrones) al mando del general Petrasch de Wyl, en el flanco izquierdo y en la retaguardia de los franceses. Los franceses se vieron obligados a hacer luchar a su fuerza principal contra este nuevo enemigo. Aproximadamente 22.000 austriacos se alinearon ahora contra aproximadamente 14.000 tropas francesas y suizas. Este enfrentamiento continuó sin un vencedor claro hasta la noche. Como resultado, hubo pérdidas muy importantes. El propio ayudante general de las tropas helvéticas, el general Johann Weber (1752-1799) fue víctima de un sharpshooter. Dado que el resultado de la batalla no estaba claro, el general Petrasch decidió retirarse a las 7 de la tarde. Los austriacos perdieron unos 2.000 hombres en la batalla (la mayoría capturados) y dos cañones.
Durante la batalla, dos columnas más del ejército de Massena atacaron a las fuerzas principales del archiduque austríaco cerca de Rorbas y Andelfingen para hacerlas retroceder sobre el Thur. Sin embargo, después de cierto éxito inicial, los propios franceses fueron rechazados. A pesar del éxito táctico en Frauenfeld, la posición de Massena siguió siendo insostenible y lideró una retirada en dirección a Zúrich el 26 de mayo. Contemporáneos, como Carl von Clausewitz, criticaron a Massena por tener tres columnas (y la reserva bajo Soult) operando por separado en lugar de concentrar toda su fuerza contra el ejército de Hotze. Sólo así, dijeron, podría haber derrotado a los austriacos.

## Consecuencias
Debido al fracaso del ataque francés al ejército del archiduque y la posterior retirada francesa, no hubo más obstáculos para la unión de los dos ejércitos austriacos. Después de más derrotas, el ejército francés obtuvo una victoria a finales de septiembre en la Segunda Batalla de Zúrich. Después de esto, los franceses recuperaron la ciudad de Frauenfeld y otros territorios.